# Shigeru Honjō
Shigeru Honjō (本庄 繁 Honjō Shigeru?, 10 de mayo de 1876-30 de noviembre de 1945) fue un general del Ejército imperial japonés durante la primera parte de la segunda guerra sino-japonesa. Se le consideraba un ardiente partidario de las ideas de Sadao Araki.

## Comienzos de la carrera militar
Honjō nació en una familia de granjeros de la Prefectura de Hyōgo, y asistió a escuelas preparatorias militares en su juventud. Se graduó en la novena promoción de la Academia del Ejército Imperial Japonés en 1897, y luego pasó al servicio con el grado de subteniente de infantería. Entre sus compañeros de promoción se contaba el futuro primer ministro Nobuyuki Abe y los generales Sadao Araki y Iwane Matsui. En 1902 se graduó en la decimonovena promoción de la Academia de Guerra del Ejército.
Se distinguió en la guerra ruso-japonesa, combatiendo en el 20.º Regimiento de Infantería, y ascendió a capitán. Después de la guerra, pasó a la Oficina del Estado Mayor del Ejército Imperial Japonés.
Fue agregado militar en Pekín y Shanghái en 1907-1908 y al año siguiente ascendió a mayor. Luego desempeñó varios cargos más de administración, entre ellos el de instructor en la Academia Militar del Ejército. Ascendió a teniente coronel en 1917 y fue agregado militar en Europa en la posguerra de la Primera Guerra Mundial. Acompañó a las fuerzas japonesas en la intervención siberiana contra Ejército Rojo en 1919.

## En Manchuria
Dirigió el 11.º Regimiento de 1919 a 1921. Fue asesor a Zhang Zuolin en Manchuria de 1921 a 1924. Ascendió a general de brigada en 1922, y en 1924 se le encomendó el mando de la 4.ª Brigada de Infantería.
Fue promovido a general de división en 1927 y asumió el mando de la 10.ª División en 1928. En 1931 pasó a mandar el Ejército de Kwantung en Manchuria, que seguía mandando cuando aconteció el Incidente de Mukden y la invasión de Manchuria.

## Vuelta a Japón
Fue relevado del mando por insubordinación en 1932, pero volvió a Japón como héroe nacional, e ingresó en el Consejo Supremo de Guerra, en el que estuvo hasta 1933. Se le concedieron los mayores condecoraciones y honores, y se le otorgó el título de danshaku (barón) del sistema aristocrático kazoku.
Luego fue edecán del emperador Hirohito hasta 1936, cuando fue apartado del cargo por la sospecha de que había participado en el incidente del 26 de febrero. Escribió un diario de su época de edecán que acabó publicando la Universidad de Tokio en 1983.
Abandonó el retiro hacia el final de Segunda Guerra Mundial para asumir el cargo de consejero del Consejo Privado. Fue detenido tras la rendición de Japón en 1945 por las autoridades de ocupación americanas para ser juzgado como criminal de guerra, pero se suicidó antes del juicio. Fue enterrado en el cementerio Tama, en Fuchu, Tokio.